# Laugharne Castle
Laugharne Castle (walisisk: Castell Talacharn) er en middelalderborg, der ligger i Laugharne, Carmarthenshire, Wales. Den er opført i 1116 ved flodmundingen af floden Tâf. Den er siden blev ombygget flere gange, og under Tudorne blev der opført et befæstet herregård i 1500-tallet. Den skiftede hænder to gange under den engelske borgerkrig, og rundhovederne endte med at vinde den i 1644.